# الملكية في هولندا
الملكية في هولندا (بالهولندية: De Nederlandse monarchie) هي الملكية الدستورية لهولندا. بالتالي، يعرف دستور هولندا دور الملك ومنصبه ويحدهما. وعليه، يُخصَّص قسم كبير منه للملكية، إذ يصف ثلث الوثيقة تقريبًا خلافة الملك وآليات اعتلاء العرش والتنازل عنه ودور الملك ومسؤولياته وإجراءات التواصل الرسمية بين مجلس طبقات الأمة ودور الملك في وضع القوانين.
أصبحت مملكة هولندا ملكية مستقلة منذ 16 مارس 1815، بيد أن مقاطعاتها ذات السيادة غير المتكررة خضعت بين الفينة والأخرى لحكم أفراد عائلة أوراني - ناساو وعائلة ناساو منذ عام 1559، عندما عيّن فيليب الثاني ملك إسبانيا ويليام الأوراني ستاتهاودرًا، حتى عام 1747. أصبح ويليام زعيم الثورة الهولندية والجمهورية الهولندية المستقلة. بصفته ستاتهاودر، خلفه العديد من سلالته. في عام 1747، أصبح منصب ستاتهاودر وراثيًا في جميع المقاطعات التابعة للجمهورية الملكية الهولندية. كان فيليم الخامس أمير أورانيا آخر من تولى منصب الستاتهاودر. أصبح ابنه، فيلم الأول، الملك الأول لهولندا.
وُصفت سلسلة الملكية في القسم الأول من الفصل الثاني من دستور هولندا، والذي خُصِّص لمجلس وزراء هولندا. أصبح فيليم ألكساندر ملك هولندا منذ 30 أبريل 2013.

## الخلافة
تُمرّر الملكية الهولندية بموجب حق الخلافة إلى ورثة فيلم الأول. يُحدَّد وريث الحكم من خلال آليتين: البكورة المطلقة وقرابة الدم. اعتمدت هولندا نظام البكورة المطلقة بدلًا من تفضيل الذكور بموجب القانون في عام 1983. تقتصر قرابة الدم على اعتلاء شخص من أقرباء الملك الحالي للعرش ضمن صلة قرابة من الدرجة الثالثة. على سبيل المثال، لا يتمتع أحفاد مارغريت أميرة هولندا (أخت الأميرة بياتريكس) بحق الخلافة لأن صلة القرابة التي تربطهم ببياتريكس عندما كانت ملكة من الدرجة الرابعة (أي أن الأميرة بياتريكس هي ابنة والدي والديهم). تقتصر الخلافة على الورثة الشرعيين، ما يحول دون مطالبة الأبناء المولودين خارج نطاق الزوجية بالعرش. تظهر حالة خاصة إذا توفي الملك أثناء حمل زوجته: فيُعتبر الطفل غير المولود وريثًا عندئذ، ما لم يمُت –فيُعتبر وقتها غير موجود على الإطلاق. في حال توفي الملك القديم أثناء حمل زوجته بطفلهما الأول، يُعتبر الطفل الذي لم يولد مولودًا على الفور ويصبح الملك الجديد أو الملكة الجديدة في الحال. في حال انتهاء الحمل بولادة جنين ميت، يُمحى عهده (وإلا فإن وجود المولود الملك أو الملكة الميت قد يضيف درجة من الانفصال لأفراد الأسرة الآخرين لتولي العرش وقد يستبعد فجأة الشخص التالي في ترتيب ولاية العرش).
في حال كان الملك قاصرًا، يُعَين وصي على العرش يخدم حتى يبلغ الملك السن القانوني. عادة ما يكون الوصي أحد الوالدين الباقين على قيد الحياة بينما ينص الدستور على أن الوصاية وسلطة الوالدين على الملك القاصر تُحدَّدان بموجب القانون، ويجوز تعيين أي شخص وصيًا على العرش أو وصيًا قانونيًا أو كلاهما.
يوجد العديد من الحالات الخاصة في الدستور. أولًا، في حال عدم وجود وريث عند وفاة الملك، يجوز لمجلس طبقات الأمة أن يعين خليفة للملك بناءً على اقتراح من الحكومة. قد يُقدَّم هذا الاقتراح قبل وفاة الملك الحاكم، وقد يقدمه الملك نفسه (إذا اتضح أن الملك سيتوفى دون ترك وريث). ثانيًا، يُستبعد بعض الأشخاص من تسلسل الخلافة في بعض الحالات:
- يفقد أي وريث يتزوج دون إذن مجلس طبقات الأمة حقه في الخلافة.[8]
- يمكن عزل أي شخص غير مرغوب به أو غير مؤهل ليكون ملكًا من الخلافة بموجب قانون من مجلس طبقات الأمة، وبناءً على اقتراح الملك الحاكم.[9] لم يُنفَّذ هذا البند قط ويُعد «مخرج طوارئ». من الأمثلة على ذلك ارتكاب أحد الورثة الخيانة العظمى أو أن يعاني جراء حادث خطير.

### اعتلاء العرش
كما هي الحال مع أغلب الأنظمة الملكية، لا يمكن أن تكون هولندا دون ملك –إذ لا يقر دستور هولندا بوضع لا يوجد فيه ملك. يُعزى ذلك إلى ضرورة وجود رأس الدولة لتعمل الحكومة، أي يجب أن يكون هناك من يتولى مهام الدور الدستوري للملك أو الملكة. ولهذا السبب يعتلي الملك الجديد العرش لحظة توقف الملك السابق عن تولي منصبه. يُستثنى من ذلك عدم وجود وريث على الإطلاق، وفي هذه الحالة يتولى مجلس الدولة دور الملك ريثما يجري تعيين ملك أو وصي على العرش.
يُتوقّع من الملك أن يقوم بواجباته ومسؤولياته لصالح الأمة. ولذلك يجب على الملك أن يقسم على الالتزام بالدستور والإخلاص لمنصبه بأمانة. يجب أن يؤدي الملك اليمين بأسرع ما يمكن بعد توليه العرش خلال جلسة مشتركة بين مجلس طبقات الأمة تُعقد في أمستردام. تصف المادة 32 من الدستور الهولندي أداء اليمين في «العاصمة أمستردام»، وهي المادة الوحيدة في الدستور التي تسمي أمستردام عاصمة المملكة. يُطلَق على الاحتفال اسم التنصيب.
لا يُتوّج الملك الهولندي، إذ يُمثل أداء الملك اليمين قبوله للعرش. يجدر الإشارة إلى ان هذا الاحتفال لا يعني اعتلاء العرش لأن ذلك يعني شغور العرش بين الملوك وهو أمر غير مسموح به. يعتلي الملك العرش فور توقف الملك السابق عن الحكم. يدل أداء اليمين على قبول العرش علنًا.

### نهاية الحكم
يمكن أن ينتهي حكم الملك في حالتين، هما:
الوفاة
(فيلم الثاني وفيلم الثالث)
التنازل عن العرش
تنحي الملك عن منصبه طواعية. (فيلم الأول وفيلهلمينا ويوليانا وبياتريكس)
تتسبب كلتا الواقعتين بدخول آليات الخلافة العادية حيز التنفيذ. بينما لا يورد الدستور أي احتمال صراحة، يصف ما يحدث بعد وفاة الملك أو التنازل عن العرش. يُعد التنازل عن العرش أمرًا مقتصرًا على الملك فقط، ولا رجعة فيه –إذ لا يتمكن الملك الذي يتنازل عن العرش من العودة له، ولا يمكن للطفل المولود لملك سابق بعد التنازل أن يطالب بالعرش.
من الناحية القانونية، يكون الملك المتنحي أميرًا أو أميرة لهولندا وكذلك أميرًا أو أميرة لعائلة أوراني - ناساو. بعد وفاته، من الناحية القانونية، لا يحمل الملك المتوفي (سواء تنازل عن العرش أو لم يفعل ذلك) أي ألقاب. مع ذلك، فعادة ما يُشار للملك المتنحي بعد وفاته بالملك أو الملكة مجددًا. على سبيل المثال، اعتلت الملكة يوليانا العرش في 4 سبتمبر 1948 وعادت لكونها أميرة مجددًا في 30 أبريل 1980 بعد تنازلها عن العرش، ولكنه يُشار لها بالملكة يوليانا منذ وفاتها في 20 مارس 2004.

## رموز الملوك وبعض الأمراء
مثل معظم العائلات المالكة فإن العائلة المالكة الهولندية تستخدم رموزاً ملكية لأفرادها. وتستطيع أن تجد بعض الأمثلة على موقع العائلة المالكة
وفيما يلي رموز بعض الملوك والملكات:

الملك فيليم -ألكسندر
الملكة بياتريكس
الملكة يوليانا
تنويعة أخرة للملكة يوليانا
الملكية فيلهيلمينا
فيلم الأول- الثالث
فيلم الأول

رموز بعض أفراد من العائلة المالكة:

الملكة أنا بافالوفنا
الملكة صوفيا
الملكة إيما
الملكة إيما، تنويعة أخرى
الأمير هنري
الأمير برنارد
الملكة يوليانا والأمير برنارد
الأمير كلاوس
الملكة ماكسيما
فيليم- ألكسندر وماكسيما
الأمير فريزو
الأمير فريزو والأميرة ميبل
الأمير قسطنطين
الأميرة لورنتين
الأمير قسطنطين والأميرة لورنتين

## وصلات خارجية
- Official Royal Website: كثير من المعلومات عن الملكية والعائلة المالكة، والرحلات إلى القصور (النصوص بالإنجليزية والهولندية)
- Res Publica : The Netherlands دليل النت لحركة معاداة الملكية الدولية
- NL Planet : The Dutch Royal Family دليل ينظر إلى التاريخ الحديث والشخصيات الرئيسية للملكية الهولندية